# WAC Corporal

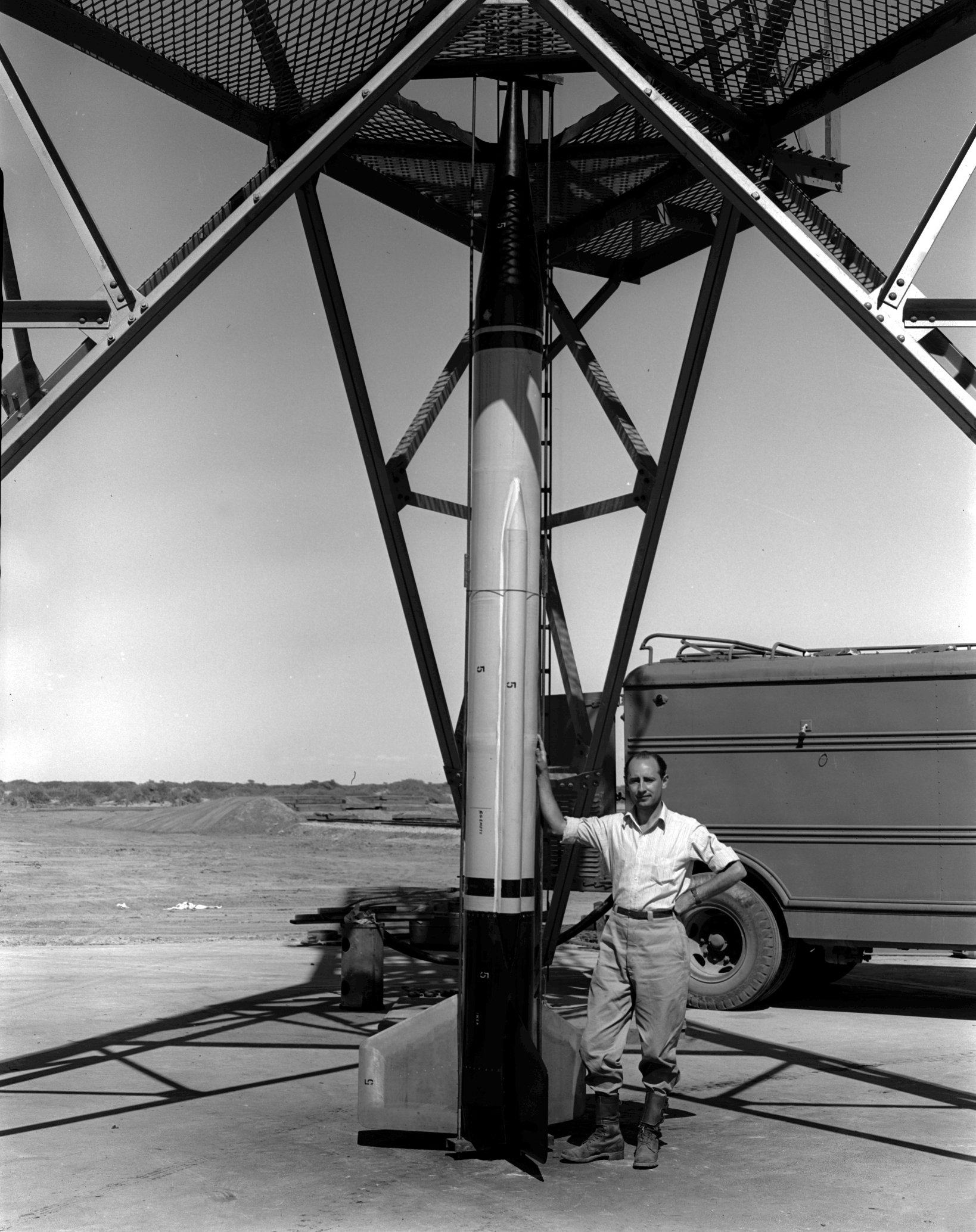
Le directeur du JPL Frank Malina devant une WAC Corporal sans son premier étage.

WAC Corporal est la première  fusée-sonde développée par les États-Unis. Elle est utilisée à huit reprises entre octobre 1945 et mi-1947 avant d'être abandonnée au profit de l'Aerobee plus performante. D'une masse de 345 kg elle comportait deux étages qui lui permettaient d'emporter à une altitude de 60 km une charge utile de quelques kilogrammes. La Wac Corporal a été utilisée comme second étage du programme expérimental Bumper.

## Contexte
En 1944, le service de l'Armée de Terre américaine Army Ordnance Department décide de financer un programme de fusée du California Institute of Technology (CIT) destiné à tester les procédures de lancement et les problèmes de stabilité en vol. 24 fusées Private A sont lancées en décembre 1944. L'objectif final du projet de l'Armée ORDCIT (pour "Ordnance" et CIT) est de développer un missile sol-sol utilisant une propulsion à ergols liquides, qui aboutira au milieu des années 1950 au Corporal. Fin 1944, les travaux sur la propulsion à ergols liquides sont suffisamment avancés pour permettre la réalisation d'une petite fusée-sonde, baptisée WAC Corporal, basée sur la technologie en cours de mise au point. Selon son cahier des charges, la WAC Corporal doit pouvoir hisser 11 kilogrammes d'instrumentation jusqu'à une altitude minimum de 30 km.  

## Caractéristiques techniques
WAC Corporal est un engin de 7,3 mètres de haut (4,93 mètres sans le premier étage) d'un diamètre de 30,5 cm et d'une masse de 655 kg dont 345 kg pour le premier étage. La fusée-sonde peut atteindre une altitude de 80 km et une vitesse maximale de 0,9 km/s (3 240 km/h). Elle comprend deux étages :
- Le premier étage est constitué par une fusée à propergol solide Tiny Tim (en), développée pour propulser des roquettes sol-air et utilisée à la fin du conflit avec le Japon en 1945. Cet étage développe une poussée de 222 kilonewtons durant 0,6 seconde ;
- Le deuxième étage utilise une propulsion à ergols liquides développée par Aerojet. Celui-ci brûle un mélange d'aniline et d'alcool furfurylique et sa technologie est en partie dérivée de celle des fusées d'assistance au décollage JATO. Sa poussée est de 6,7 kN durant 47 secondes.